# Flugplatz Varrelbusch

i7
i11
i13
Der Flugplatz Varrelbusch (IATA-Code: VAC, ICAO-Code: EDWU) ist ein deutscher Flugplatz im niedersächsischen Landkreis Cloppenburg und hat den Status eines Verkehrslandeplatzes.

## Allgemeines
Betreiber ist der Luftsportverein Cloppenburg. Der Flugplatz liegt etwa sieben Kilometer von Cloppenburg entfernt zwischen Garrel und Cloppenburg auf dem Gebiet des Cloppenburger Ortsteils Staatsforsten.
Der Flugplatz wurde regelmäßig als Absetzplatz für Fallschirmjäger der Bundeswehr im Fallschirmsprung genutzt.

## Verein
Der LSV Cloppenburg e. V. gliedert sich in die Bereiche Motorflug und Segelflug. 
Die Motorflugzeugflotte besteht aus zwei Aquila AT01 (A211 NVFR), einer Robin DR 400 155 TDI, einem Motorsegler Diamond-Aircraft Dimona, einer Piper PA 28-180, sowie einem Kunstflugzeug vom Hersteller American Champion Citabria. Der Flugplatz ist unter der Woche PPR. An Wochenenden und Feiertagen ist der Verkehrslandeplatz zu den auf der Website veröffentlichten Zeiten geöffnet. 
Die vereinsinterne Flugschule bildet Nachwuchsluftfahrzeugführer insbesondere zur Leichtluftfahrzeug-Pilotenlizenz bzw. bis zur Privatpilotenlizenz aus. Am Flugplatz ist zudem eine Gaststätte ansässig, welche ebenfalls an Wochenenden und Feiertagen geöffnet ist. 
Im Bereich Segelflug werden verschiedene Arten von Doppelsitzern, z. B. ASK 21 (auch zum Mitfliegen), und Einsitzern, beispielsweise DG-303-WL, betrieben. In der Segelflugabteilung besteht die Möglichkeit zur Ausbildung.
Der Verkehrslandeplatz wird vom Fallschirmspringerclub Wildeshausen als Sprungplatz genutzt.

## Geschichte
Nach einjähriger Planungszeit wurde 1938 offensichtlich in Kriegsvorbereitung mit dem Bau eines Militärflugplatzes in Varrelbusch begonnen. Dazu wurde ein ausgedehntes Wald- und Heidegelände nördlich von Cloppenburg, das dicht an der Bahnlinie Cloppenburg–Friesoythe lag, von diversen Bauern aufgekauft. Ein Großteil der aufgekauften Fläche wurde vom Gut Westfalenhof, das Klöckner gehörte, zur Verfügung gestellt.
Der Flugbetrieb auf dem Fliegerhorst begann während des Frankreichfeldzugs 1940 mit Kampfverbänden, die mit Heinkel He 111 und Junkers Ju 88 ausgestattet waren. Es wurden zunächst Angriffe gegen die Westfront geflogen. Ab September 1944 starteten von Varrelbusch He 111 mit angehängter V1 des Kampfgeschwader 53 „Legion Condor“. Über der Nordsee wurde der Marschflugkörper ausgeklinkt und der Auslösemechanismus gestartet, der das Geschoss startete und gegen Großbritannien ins Ziel lenkte.
Die folgende Tabelle zeigt eine Auflistung ausgesuchter fliegender aktiver Einheiten (ohne Schul- und Ergänzungsverbände) der Luftwaffe der Wehrmacht, die hier zwischen 1939 und 1945 stationiert waren.
| Von            | Bis            | Einheit                                         | Ausrüstung           |
| -------------- | -------------- | ----------------------------------------------- | -------------------- |
| April 1940     | Mai 1940       | II./KG 54 (II. Gruppe des Kampfgeschwaders 54)  | Heinkel He 111P      |
| Dezember 1943  | März 1944      | I./KG 76                                        | Junkers Ju 88A-4     |
| Dezember 1943  | Januar 1944    | II./KG 76                                       | Junkers Ju 88A-4     |
| Januar 1944    | März 1944      | Einsatzstaffel/Kampfgeschwader 101              | Junkers Ju 88A-4     |
| September 1944 | Oktober 1944   | Stab III., 9./KG 3                              | Heinkel He 111H-16   |
| September 1944 | September 1944 | III./KG 6                                       | Junkers Ju 188A-2    |
| November 1944  | Dezember 1944  | III./JG 54 (III. Gruppe des Jagdgeschwaders 54) | Focke-Wulf Fw 190D-9 |

Nach mehrfacher Bombardierung durch die Alliierten wurde der Flugplatz, den diese als Airfield B.113 bezeichneten, am 13. April 1945 kampflos von kanadischen Truppen eingenommen. Diese reparierten den Platz sofort und flogen von hier bis zur deutschen Kapitulation Kampfeinsätze mit englischen und holländischen Piloten gegen weitere Frontabschnitte. Kurz nach der Kapitulation räumten die fliegenden Verbände der Alliierten, hierunter das 131. Wing (Geschwader) der British Air Force of Occupation mit polnischen Piloten, den Platz. Ab 1948 fand kein Flugbetrieb mehr statt. Der Flugplatz diente dann den Briten als Instandsetzungsfläche und Sammelplatz für alle Arten von Militärfahrzeugen vom Jeep bis zum Panzer. So waren hier zeitweilig bis zu 40.000 Fahrzeuge versammelt, die dann mit der Bahn nach England abtransportiert wurden. Bei Abzug der Briten wurden 1950 die Landebahnen, Rollwege, Nebenstraßen, Flugzeugstellplätze und Munitionsbunker gesprengt, so dass der Flugplatz komplett unbrauchbar war.
Mit Gründung der Bundesrepublik Deutschland ging das gesamte Gelände in die Verwaltung des Vermögensamtes über. Ein Teil des Geländes wurde von 1973 bis 2002 als FlaRak-Stellung genutzt. Diese war zunächst mit Nike- später mit Patriot-Raketen ausgerüstet. Ein anderer Teil des Geländes, insbesondere eine ehemalige Startbahn wurde vom Luftsportverein Cloppenburg für zivile Zwecke als Flugplatz angemietet.